# Jana Adámková
Jana Adámková (Brno, 1978. január 27. –) cseh nemzetközi női labdarúgó-játékvezető.

## Pályafutása

### Nemzeti játékvezetés
2007-ben lett a férfi I. Liga asszisztense, a női I. liga játékvezetője.

### Nemzetközi játékvezetés
A Cseh labdarúgó-szövetség Játékvezető Bizottsága (JB) terjesztette fel nemzetközi játékvezetőnek a Nemzetközi Labdarúgó-szövetség (FIFA) 2007-től tartotta nyilván bírói keretében. Több nemzetek közötti válogatott és klubmérkőzést vezetett.

#### Világbajnokság

##### U17-es női labdarúgó-világbajnokság
Azerbajdzsán rendezte a 3. 2012-es U17-es női labdarúgó-világbajnokságot, ahol a FIFA JB bíróként foglalkoztatta.

###### 2012-es U17-es női labdarúgó-világbajnokság
| Időpont              | Helyszín                                | Mérkőzés típusa              | Mérkőzés          | Eredmény | Nézők száma |
| -------------------- | --------------------------------------- | ---------------------------- | ----------------- | -------- | ----------- |
| 2012. szeptember 23. | Bayil Stadion, Baku                     | csoportmérkőzés (C. csoport) | Mexikó–Új-Zéland  | 1 – 0    | 1900        |
| 2012. szeptember 30. | Eighth Kilometer District Stadion, Bakı | csoportmérkőzés (D. csoport) | Kína–Ghána        | 0 – 2    | 8857        |
| 2012. október 13.    | Eighth Kilometer District Stadion, Bakı | bronzmérkőzés                | Ghána–Németország | 1 – 0    | 27 128      |

---

##### 2015. évi női labdarúgó-világbajnokság

###### Selejtező mérkőzés
| Időpont              | Helyszín                        | Mérkőzés típusa           | Mérkőzés                     | Eredmény | Nézők száma |
| -------------------- | ------------------------------- | ------------------------- | ---------------------------- | -------- | ----------- |
| 2013. szeptember 21. | Freundschaft Stadion, Cottbus   | előselejtező (1. csoport) | Németország–Oroszország      | 9 – 0    | 10 031      |
| 2013. november 23.   | Mourneview Park Stadion, Lurgan | előselejtező (4. csoport) | Észak-Írország–Lengyelország | 0 – 3    | 345         |
| 2014. május 7.       | Léo Lagrange Stadion, Besançon  | előselejtező (7. csoport) | Franciaország–Magyarország   | 4 – 0    | 9236        |
| 2014. június 14.     | Traktar Stadion, Minszk         | előselejtező (6. csoport) | Fehéroroszország–Anglia      | 0 – 3    | 350         |
| 2014. szeptember 13. | De Koel Stadion, Venlo          | előselejtező (5. csoport) | Hollandia–Portugália         | 3 – 2    |             |

#### Európa-bajnokság
Svédország rendezte a 2013-as női labdarúgó-Európa-bajnokságot, ahol az UEFA JB játékvezetőként foglalkoztatta.

##### 2013-as női labdarúgó-Európa-bajnokság

###### Selejtező mérkőzés
| Időpont              | Helyszín                                | Mérkőzés típusa           | Mérkőzés                        | Eredmény | Nézők száma |
| -------------------- | --------------------------------------- | ------------------------- | ------------------------------- | -------- | ----------- |
| 2011. szeptember 17. | Asim Ferhatović Hase Stadion, Szarajevó | előselejtező (1. csoport) | Bosznia-Hercegovina–Olaszország | 0 – 1    | 140         |
| 2011. október 22.    | Mogoşoaia Stadion, Bukarest             | előselejtező (2. csoport) | Románia–Németország             | 0 – 3    | 200         |